# حادي الأرواح إلى بلاد الأفراح
حادي الأرواح إلى بلاد الأفراح كتاب من تأليف ابن قيم الجوزية يصف فيه الجنة وصفا يكون ممتعا لقارئه ومشوقا للناظر فيه وصف فيه أهلها وطعامهم وشرابهم وعرائسهم من الحور العين وصفاتهم كما ذكر عدة أبواب الجنة وسعت أبوابها ودرجات الجنة والسابقين من هذه الأمة إليها وصفتهم وذكر أصناف أهل الجنة الذي ضمنت لهم دون غيرهم مع وصف تربة الجنة ونورها وقصورها وأشجارها وشراب أهلها وطعامهم ولباسهم وخيامهم وسررهم وخدمهم وغلمانهم وكما ذكر نساء أهل الجنة وأصنافهن وحسنهن وجمالهن الظاهر والباطن وأعظم باب من أبواب الكتاب هو ذكر نظر أهل الجنة إلى ربهم جهرة مستنداً في كل ما يذكره إلى القرآن الكريم والأحاديث النبوية، وقد قسم الكتاب سبعين باباً.

## مخطوطات الكتاب
من المخطوطات المعتمدة في طبعة دار عالم الفوائد في مكة مخطوطة كتبت سنة 761 هـ بخط محمد بن خليل الناسخ المؤدب وهي محفوظة في مكتبة جامعة برنستون في الولايات المتحدة الأمريكية.

## زمن تأليف الكتاب
ذكر المؤلف أنه فرغ من تأليف هذا الكتاب عشية عرفة عند الثلث الأخير من الليل سنة 745 هـ، وذلك قبل وفاته بست سنوات.

## موضوعات الكتاب
ابتدأ بمقدمة عن الغاية من خلق الإنسان وبيان حال الناس تجاه ذلك بين المتيقظين لذلك والغافلين عنه. ثم قسم الكتاب إلى سبعين بابا، تشتمل على مسائل عدة تتعلق بالجنة،
- ابتدأ ببيان إثبات وجود الجنة الآن وأنها مخلوقة،
- ثم تطرق لمسألة الجنة التي أسكن الله آدم وزوجه فيها، هل هي جنة الخلد أم غيرها؟.
- ثم ذكر أبوابًا في صفة أبواب الجنة ومكانها وعددها وسعتها وأوصافها.
- ثم ذكر الكلام عن درجات الجنة، وتكلم عن أعلى درجاتها.
- ثم ذكر أبوابًا عن أسماء الجنة ومعانيها واشتقاقها، وذكر عدد الجنان.
- ثم ذكر أبوابا عن خزنة الجنة من الملائكة، وعن أول من يقرع باب الجنة، وأول الأمم دخولًا إليها، وصفات السابقين إلى الجنة، ومن يدخلها بلا حساب.
- ثم تكلم عن صفات تربة الجنة وطينها وبنائها، وصفة غرفها وقصورها.
- ثم ذكر أبوابًا عن صفة أهل الجنة وأعمارهم فيها، واختلاف مراتبهم فيها، وتكلم عن صفة أشجار الجنة وبساتينها، وظلالها وعيونها، وطعام أهل الجنة وشرابهم وآنيتهم فيها، ولباسهم وحُلُيّهم وفُرُشهم وسررهم، وتكلم عن خدمهم فيها، وصفة نساء الجنة والحور العين، ونكاح أهل الجنة فيها، وتكلم عن مطاياهم ومراكبهم، وتزاورهم فيها، وسوق أهل الجنة، وسماعهم خطاب ربهم تعالى وزيارتهم له.
- ثم ذكر بابًا نفيسًا عن رؤية أهل الجنة ربهم تعالى، وذكر الأدلة على ذلك، ونقل أقوال الصحابة ومن بعدهم في إثبات هذه الرؤية في الجنة.
- ثم ذكر بابًا عن خلود الجنة وأنها لا تفنى ولا تبيد، وتكلم عن الخلاف في ذلك بالتفصيل.
- ثم ذكر أبوابًا متنوعة فيما ورد في القرآن والأحاديث النبوية عن الجنة مما لم يذكره سابقًا، وختم ذلك بالكلام عن دعاء الجنة وحمدهم ربهم تعالى.[4]

## منهج المؤلف في الكتاب
ذكر المؤلف في مقدمة الكتاب ما يمكن أن يبين منهجه فيه، فقال: (وهذا كتاب اجتهدت في جمعه وترتيبه، وتفصيله وتبويبه، فهو للمحزون سلوة وللمشتاق إلى تلك العرائس جلوة، محرك للقلوب إلى أجل مطلوب، وحادٍ للنفوس إلى مجاورة الملك القدوس، ممتع لقارئه مشوق للناظر فيه، لا يسأمه الجليس ولا يمله الأنيس، مشتمل من بدائع الفوائد وفرائد القلائد على ما لعل المجتهد في الطلب لا يظفر به فيما سواه من الكتب، مع تضمينه لجملة كثيرة من الأحاديث المرفوعات، والآثار الموقوفات، والأسرار المودعة في كثير من الآيات، والنكت البديعات، وإيضاح كثير من المشكلات، والتنبيه على أصول من الأسماء والصفات).

## أهمية الكتاب وقيمته العلمية
حَظِي كتاب حادي الأرواح بمكانة عند المؤلفين، واستشهد كثير منهم به ونقلوا عنه، منهم: ابن حجر العسقلاني في كتابه فتح الباري حيث نقل منه في مواضع متعددة، والسفاريني في كتاب إذا الألباب، وأحمد بن إبراهيم بن عيسى في كتابه توضيح المقاصد في مواضع كثيرة.

## مختصرات الكتاب
لخص كتاب (حادي الأرواح إلى بلاد الأفراح) تلميذ المؤلف شهاب الدين أحمد بن الحسين الحسيني بحذف أسانيده، وسماه: (الداعي إلى أشرف المساعي). ولخص هذا الكتاب (أي الداعي إلى أشرف المساعي) محمد صديق حسن خان القنوجي، ت 1307 هـ، وسماه: (مثير ساكن الغرام إلى روضات دار السلام).

## أقوال العلماء عن الكتاب
أثنى على هذا الكتاب ناسخه عبد الرحمن بن إسماعيل السنجاري في أبيات له، منها قوله:
وقال فيها أيضًا:
وختمها بقوله:

## طبعات الكتاب
طبع الكتاب عدة طبعات
- طبع في مطبعة فرج الله الكردي بالقاهرة عام 1908م بهامش كتاب إعلام الموقعين في 3 أجزاء.
- ثم طبع عام 1340هـ بالقاهرة أيضا في 3 أجزاء.
- ثم طبع في مطبعة الأنوار بالقاهرة عام 1938م في (304) صفحة.
- ثم طبع في مطبعة محمد علي صبيح بالقاهرة عام 1381هـ بتصحيح محمود الربيع.
- ثم طبع في مكتبة نهضة مصر عام 1971م.
- ثم طبع في مطبعة المدني بالقاهرة عام 1978م.
- ثم طبع في دار الكتب العلمية ببيروت عام 1983م.
- وطبع في نفس العام في دار المدني بجدة.
- وطبع في دار الكتاب العربي ببيروت عام 1986م بتحقيق السيد الجميلي.
- وطبع في دار التراث ودار ابن كثير بتحقيق يوسف البديوي عام 1991م.
- وطبع عام 1993م دار البيان بدمشق ومكتبة المؤيد بالرياض بتحقيق بشير محمد عيون.
- وطبع في مطبعة المدني بالقاهرة عام 1996م بتحقيق علي صبح المدني.
- وطبع في دار ابن رجب بمصر عام 2000 بتحقيق محمد العلاوي.
- وطبع في مؤسسة الرسالة عام 1422هـ بتحقيق علي الشربجي وقاسم النوري.
- وطبع في دار ابن حزم ببيروت عام 2004م بتحقيق فواز زمرلي وفاروق الترك.
- ثم طبع في دار عالم الفوائد ضمن مشروع آثار ابن القيم وما لحقها من أعمال، بتحقيق زائد النشيري عام 1428هـ.[9]